# Stehtisch

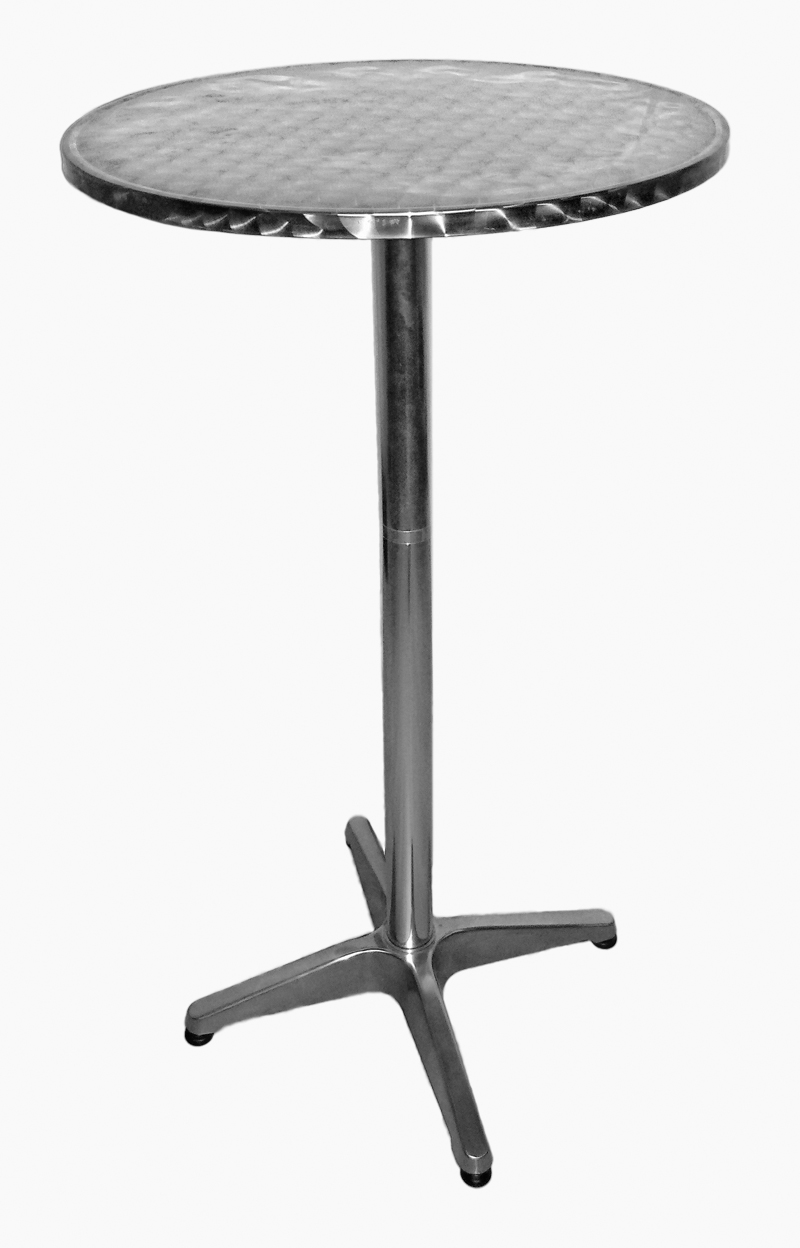
Bistrotisch aus Metall, mit Standrohr und Fußkreuz

Ein Stehtisch, oft auch Bistrotisch sowie eher selten auch Bartisch, Imbisstisch oder Partytisch, ist ein Möbelstück aus der Gruppe der Tische. Er besteht aus einer meist runden Platte, welche auf einer Stütze ruht, die überwiegend als mittiges Standrohr – mit schwerer Fußplatte oder mehrarmigem Fußgestell – oder als mittiges Rohrgestell ausgebildet ist. Abhängig von ihrem Zweck gibt es verschiedene Ausführungen von Stehtischen, wobei sie häufig für den Einsatz in der Außengastronomie konstruiert sind. Teils können sie zur platzsparenden Aufbewahrung zusammengeklappt werden; zudem gibt es höhenverstellbare Modelle.
Stehtische werden meist verwendet, um Speisen und/oder Getränke im Stehen zu verzehren oder um Gegenstände, Geräte und andere zu bedienende Elemente auf eine erhöhte Position zu bringen, um leichter auf diese zugreifen zu können. Darüber hinaus dienen sie als „Anlauf- und Treffpunkt für Kommunikations- und Besprechungszwecke“ etc.

## Geschichte
Im 18. Jahrhundert entstanden kleinformatige Sondertischchen, die zunächst den Bedürfnissen der gehobenen Schicht zu Spiel-, Näh-, Lese- und Schreibzwecken dienten. Dazu gehörten auch höhere Tischchen mit meist runder, teils auch vieleckiger Platte, die anfangs nur als „Podeste“ für Dekorationsobjekte in der Wohneinrichtung wie große Vasen, Kleinplastiken etc. genutzt wurden.
Daraus entwickelten sich im 19. Jahrhundert zudem Stehtische, die in der Gastronomie alsbald Verwendung fanden, weil sie ohne Bestuhlung auskommen oder nur Barhocker benötigen und damit Platz sparen. Insbesondere in (kleinen) Gaststätten, Bars und Cafés sowie in Bistros, die der Gattung der typischen Bistrotische ihren Namen gaben, wurden sie populär. Bistrotische sind ausreichend, um Getränkegläser und gegebenenfalls Aschenbecher etc. abzustellen. Darüber hinaus sorgen sie für ein passendes Ambiente.

## Funktion
An einem Stehtisch kann im Stehen gegessen oder gearbeitet werden, er kann für Besprechungszwecke von zwei oder mehr Personen genutzt werden und er kann als Ablagefläche oder auch nur zu Dekorationszwecken dienen. Aufgrund ihrer hauptsächlichen Nutzung im Stehen sind Stehtische höher als übliche Tische und werden meist nicht mit Stühlen ausgestattet, teils werden sie aber auch zusammen mit hochbeinigen Barhockern oder Barstühlen im Sitzen genutzt.
Je nach Einsatzort und Anlass dienen Stehtische oft genau definierbaren Zwecken:
- Stehtische sind Kennzeichen von Imbissständen (auch Imbissbude, österr. Buffet oder Würstelstand, schweiz. Take-away genannt) und dienen dort zum Verzehr von hauptsächlich Street Food im Stehen. Zudem sind sie häufig bei Imbisslokalen – oft Imbisshalle oder in Österreich Imbissstube genannt – anzutreffen, teils auch bei Bistros sowie bei Eisdielen und Kiosken etc.[4]
- Bei Stehempfängen dienen Stehtische vor allem zum Verzehr von Getränken und teils auch von kleinen Speisen wie zum Beispiel Fingerfood oder Canapés im Stehen, werden oft aber auch nur zum Abstellen von leergetrunkenen Gläsern und zum Abstellen von benutzten Tellern und Servietten etc. benutzt. Oft werden sie bei diesem Einsatzzweck mit Hussen (Tischhussen) ausgestattet, um sie „optisch aufzuwerten“.[5]
- Bei Tagungen, Kongressen, Seminaren und ähnlichen Veranstaltungen werden Stehtische oft in Vorräumen oder auch in rückwärtigen oder seitlichen Raumbereichen eingesetzt und markieren so Pausenbereiche, in denen die Veranstaltungsteilnehmer sowohl Erfrischungsgetränke und Snacks zu sich nehmen als auch sich zwanglos begegnen und miteinander austauschen können. Teils werden sie hierbei mit Tischhussen versehen.[5]
- In Theatern, Konzerthäusern, Kinos, Museen, Ausstellungs- und Versammlungsbauten werden Stehtische häufig zur (Teil-)Möblierung von Foyers und Pausenfluren etc. genutzt. Teils werden sie hierbei mit Tischhussen ausgestattet.[5]
- In Handel und Wirtschaft, insbesondere im Dienstleistungsbereich sowie auf Messen etc. oder an politischen oder zivilgesellschaftlichen Informationsständen, werden Stehtische oft als Anlaufstellen für Kundenkontakte, -beratung und -werbung oder für Informationszwecke etc. eingesetzt.[6]

Beispiele für den Einsatz von Stehtischen
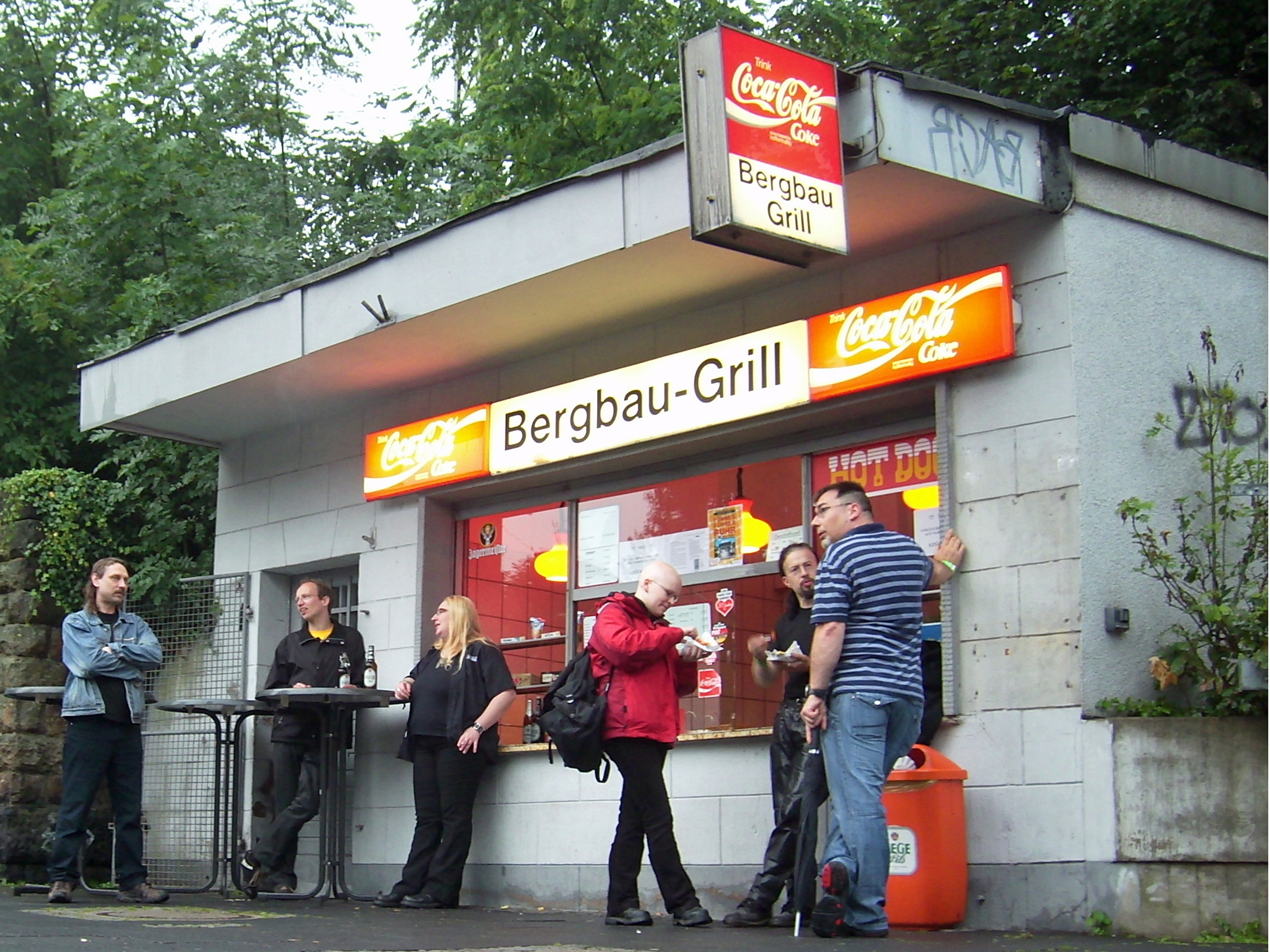
Stehtische bei einem Imbissstand in Bochum
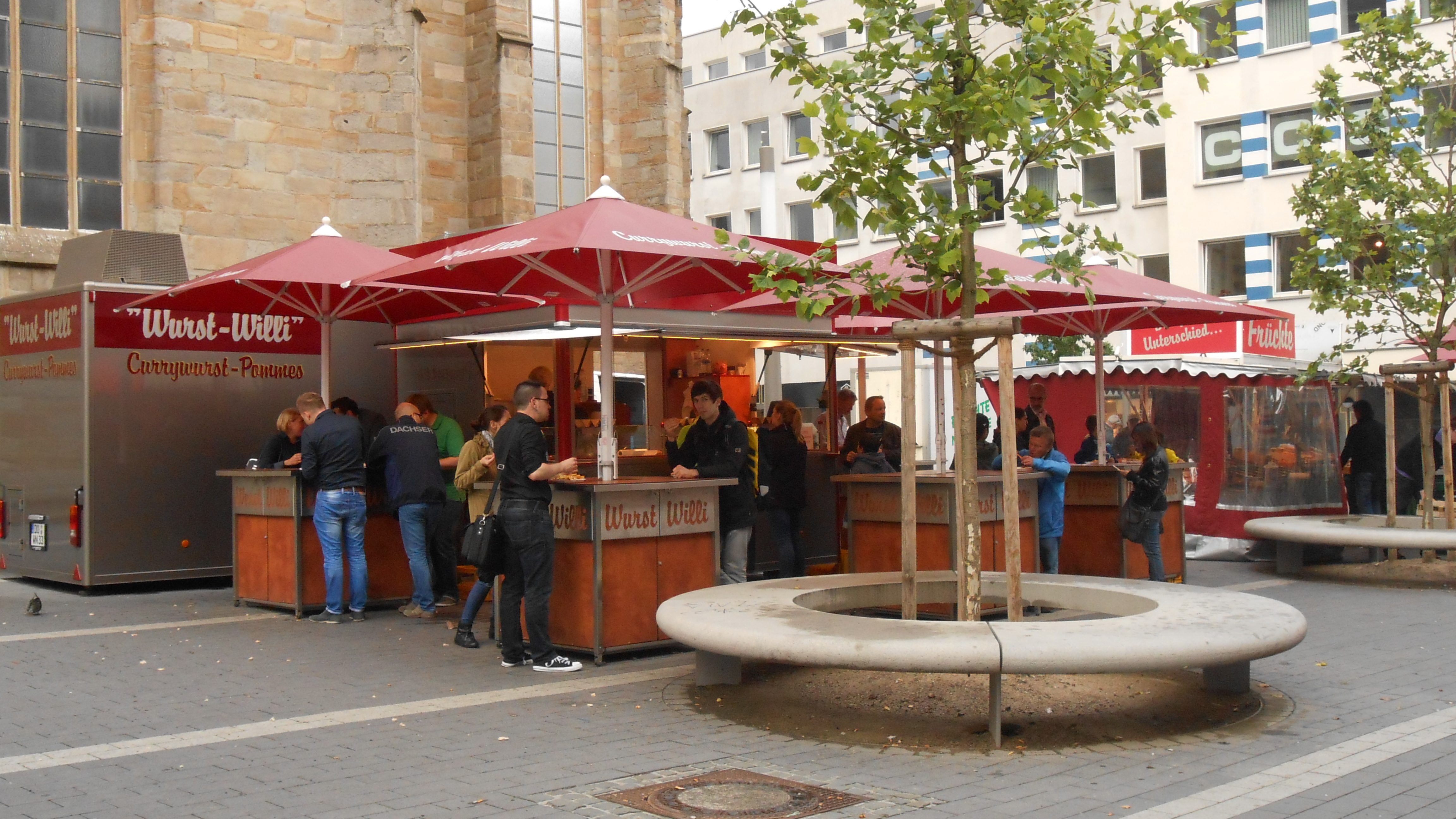
Größere eckige Stehtische mit Markisen, hier bei einem Imbissstand in Dortmund
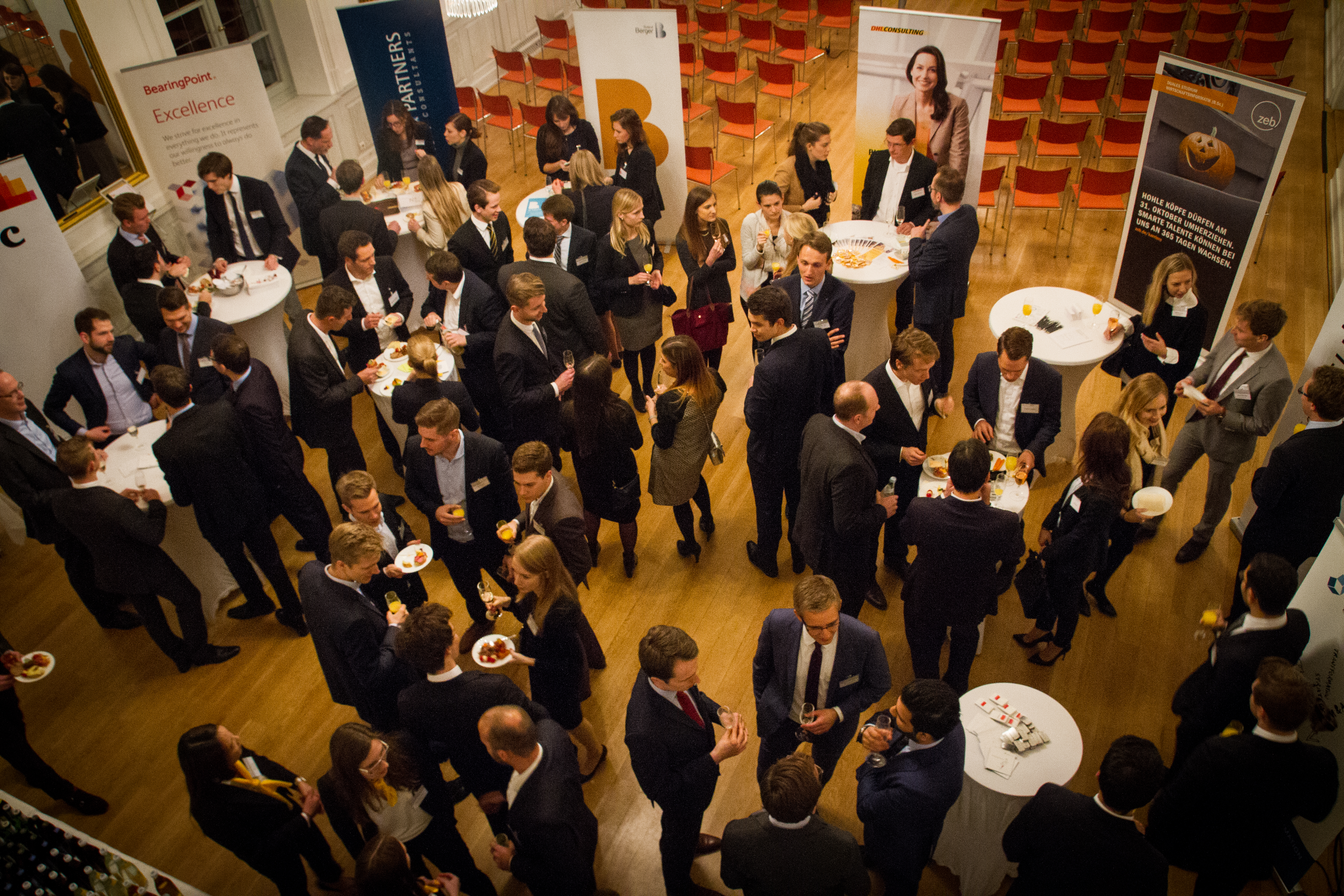
Stehtische, hier beim „Get Together“ und Sektempfang bei einer beruflichen Kontaktbörse
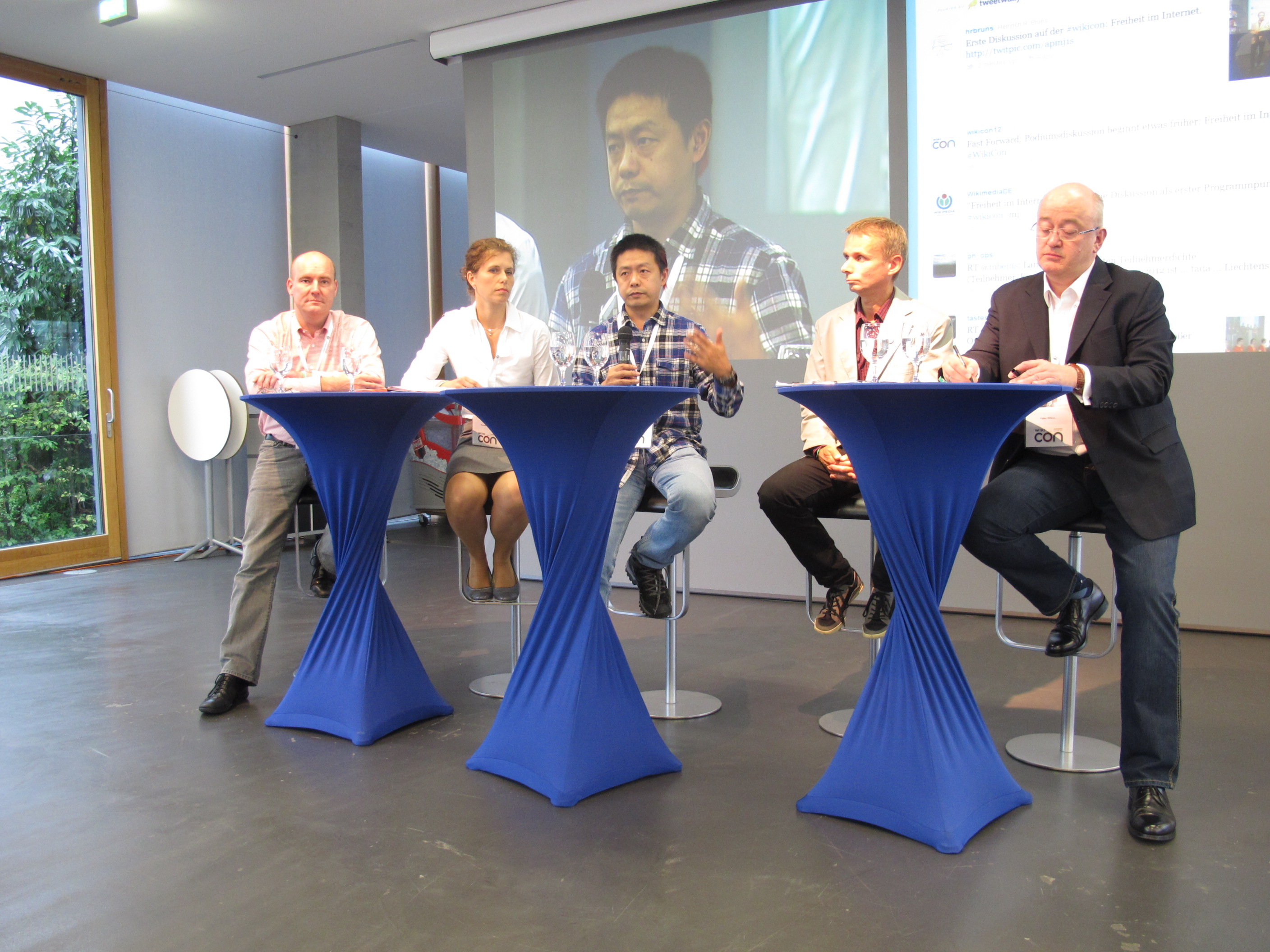
Stehtische mit Hussen, hier eingesetzt für eine Podiumsdiskussion bei einem Kongress
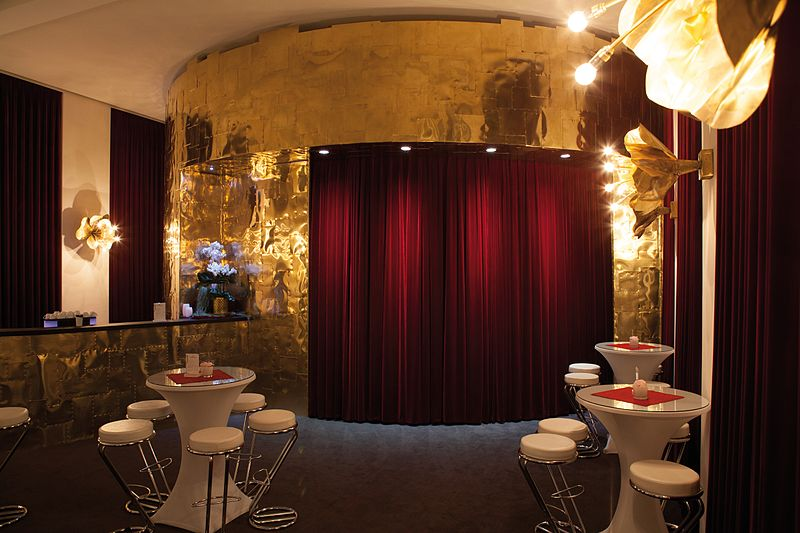
Stehtische mit Barhockern, hier im Foyer eines Kleinkunsttheaters in München
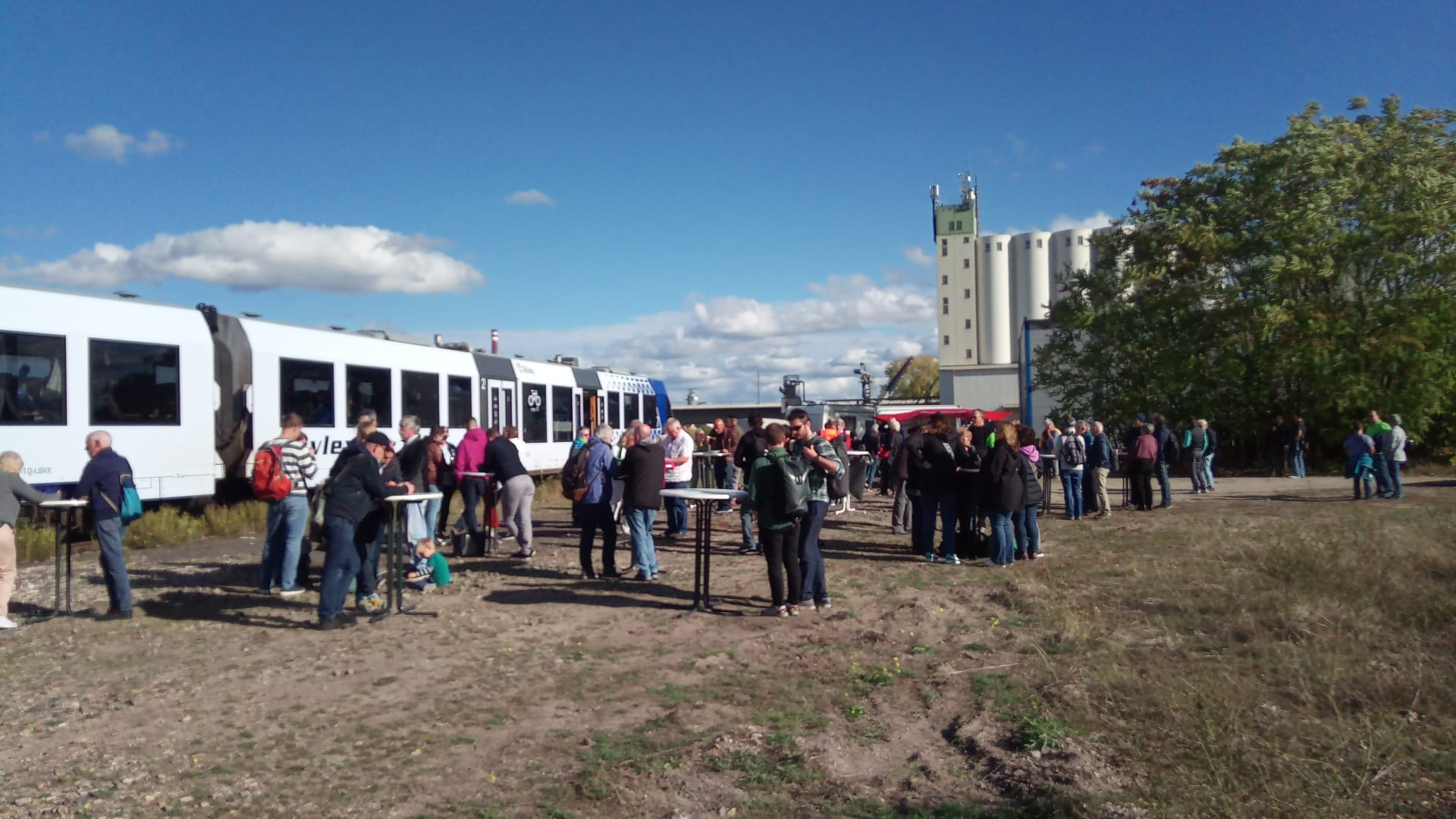
Verpflegung auf einer Exkursion in eine Industrielandschaft

## Aufbau
Ein Stehtisch hat größtenteils nur ein Tischbein in Form eines mittigen Standrohres oder eines mittigen Rohrgestells. Um eine statisch bestimmte Lagerung zu erreichen, wird der Fuß bei einem mittigen Standrohr („Tischsäule“) oft in Form einer schweren und ausreichend großen Fußplatte – einem sogenannten Stempelfuß – ausgebildet. Alternativ gibt es auch – wie sonst bei den mittigen Rohrgestellen gebräuchlich – Fußausbildungen in Form eines mehrarmigen Fußgestells („Fußkreuz“), das aus Kippsicherheitsgründen meist vier- oder fünfarmig ausgeformt ist. Teils gibt es Stehtisch-Varianten mit einem bündelförmigen Rohrgestell, bei denen drei oder mehr Rohre unterseitig der Tischplatte im Außenrandbereich (und nicht mittig) befestigt sind.
Die Tischplatte von Stehtischen ist größtenteils rund; eher selten gibt es quadratische Tischplatten. Sie kann aus jedem festen Material bestehen, am häufigsten werden Metall (Edelstahlblech, Stahlblech mit meist Pulverbeschichtung als Rost- und Oberflächenschutz, Aluminium) oder Holz (oft Buche) beziehungsweise Holzwerkstoff wie zum Beispiel MDF (teils mit Kunststoffbeschichtung) verwendet. Daneben gibt es noch Tischplatten – oder komplette Stehtische – aus glasfaserverstärktem Kunststoff (GFK beziehungsweise „Fiberglas“).
Für die Tischbeinkonstruktionen von Stehtischen werden hauptsächlich metallene Materialien verwendet, wie Edelstahl, Stahl oder Aluminium. Soweit es sich dabei um Stahlrohre und -teile handelt, werden diese zwecks Korrosions- und Oberflächenschutz meistens pulverbeschichtet oder teils auch verchromt. Holz kommt bei den Tischbeinkonstruktionen von Stehtischen eher selten zum Einsatz und ist meist nur bei Einzelanfertigungen durch Tischler oder bei Designerkreationen anzutreffen.
Stehtische sind meistens etwa 105 bis 110 cm hoch; die Tischplatten haben bei runder Ausführung etwa 60 bis 80 cm Durchmesser und bei quadratischer Ausführung etwa Abmessungen von 60 × 60 cm. Es gibt zudem höhenverstellbare Modelle, bei denen die Tischhöhe auf etwa 70 cm reduziert werden kann und so zusammen mit üblichen (Außengastronomie-)Stühlen eine Nutzung der Tische im Sitzen ermöglicht. Teils können zur platzsparenden Aufbewahrung die Stehtische komplett zusammengeklappt oder die Tischplatten vertikal (hoch-)geklappt werden, teils können zusätzlich bei Rohrgestellen die Fußgestelle seitlich eingeklappt werden.
Daneben gibt es, insbesondere zur Barausstattung, Stehtische („Bartische“) mit länglichen und meist rechteckigen Tischplatten oder in Form von sogenannten Brückentischen. Bei den im Ausstellungs- und Veranstaltungsbereich sowie in Bars, Diskotheken und der Freizeit-Hotellerie populär gewordenen Lichtkuben (leuchtende Dekorationselemente und Möbel aus Kunststoff) werden vom Handel teils auch Modelle angeboten, die als Stehtische ausgebildet sind. Für den Einsatz in der Außengastronomie und bei Imbissen und Kiosken etc. gibt es teils Stehtische mit einer integrierten Vorrichtung zum Einstecken eines Sonnenschirms; zudem sind teils Modelle mit integriertem Abfallbehälter im Handel.

Beispiele für verschiedene Ausführungen
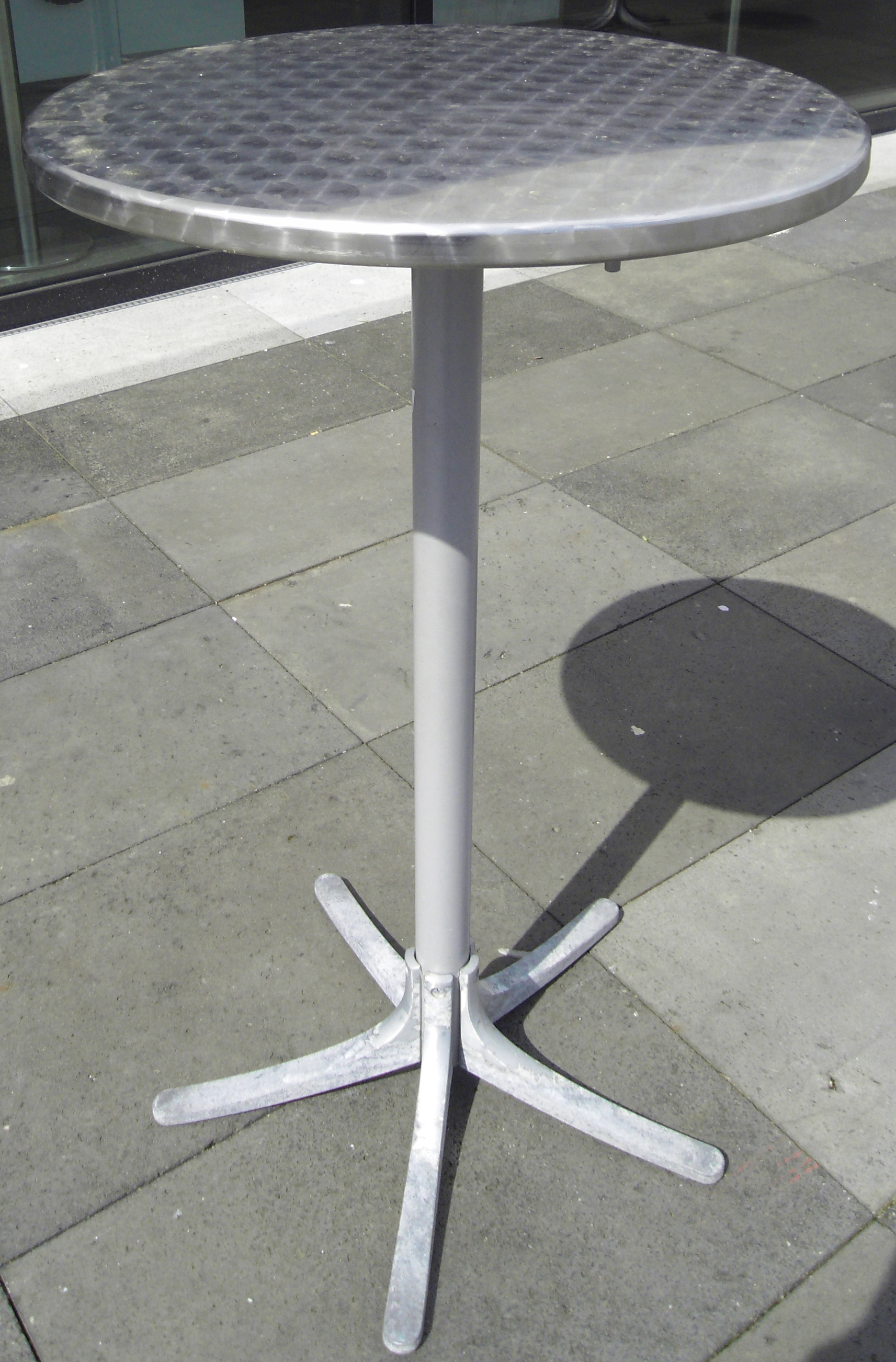
Stehtisch aus Metall, mit Standrohr und fünfarmigem Fußgestell
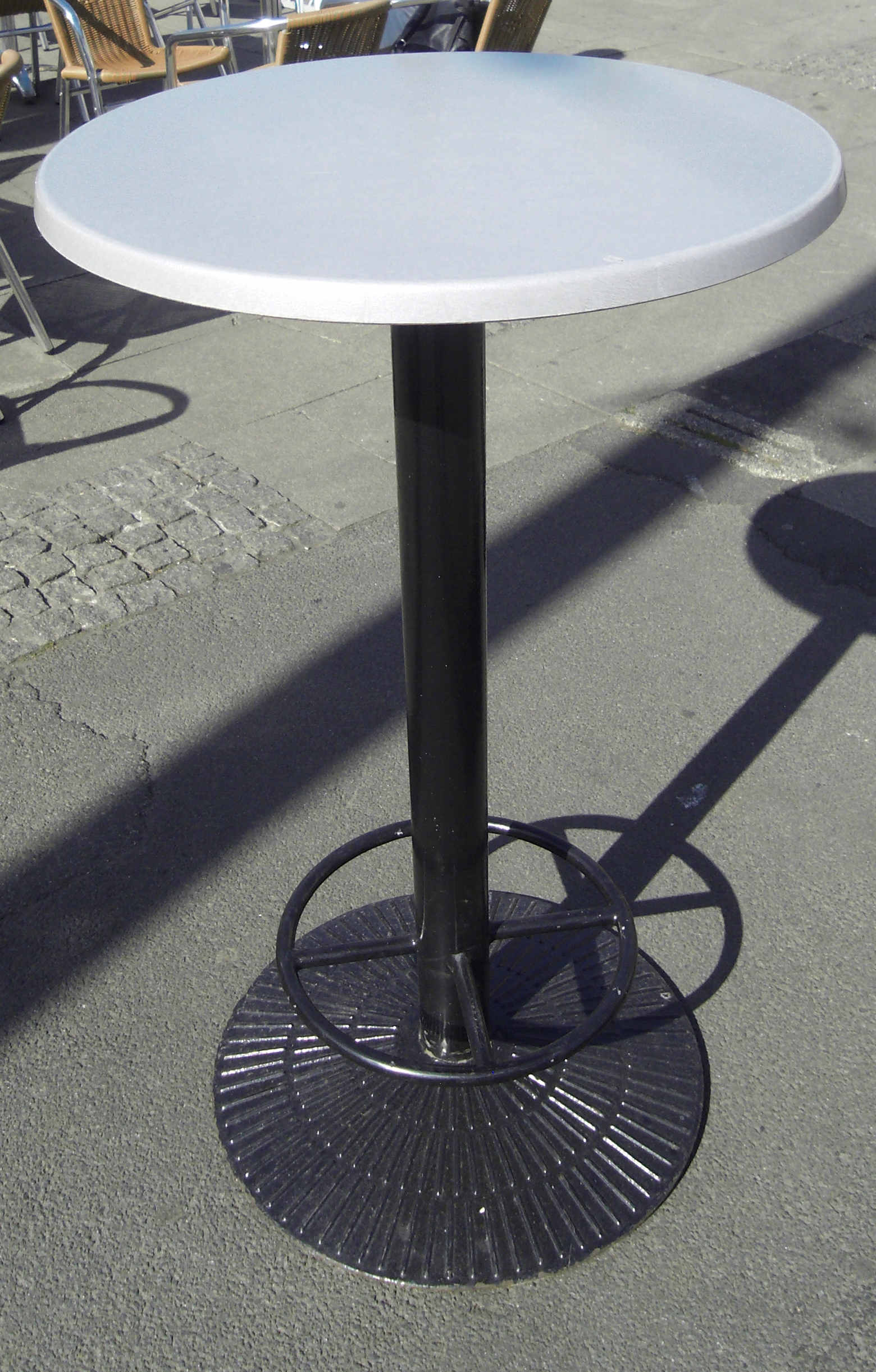
Stehtisch mit einem metallenen Standrohr mit schwerer Fußplatte und Fußstützen-Ring
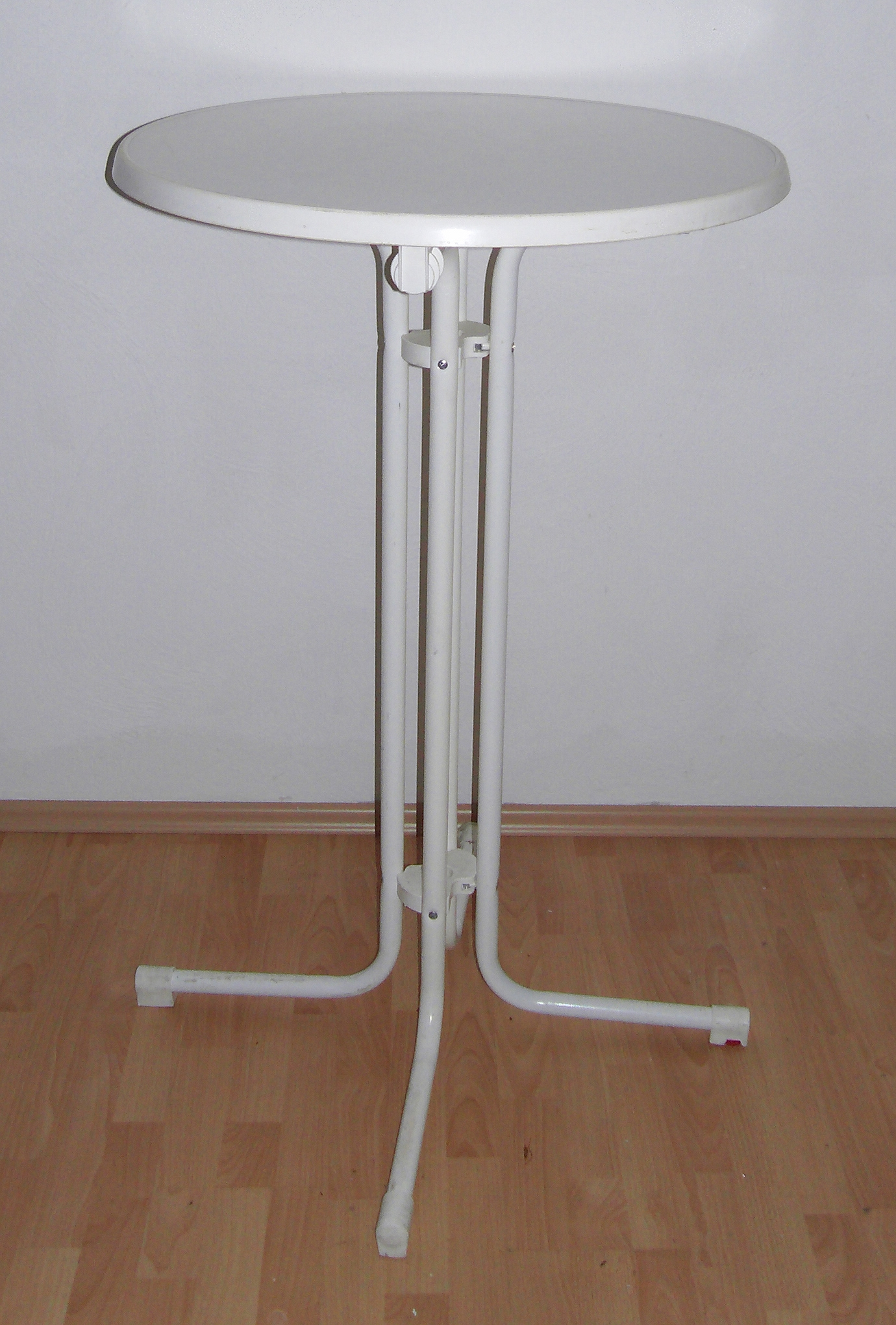
Stehtisch mit klappbarer Tischplatte und zusammenklappbarem Rohrgestell
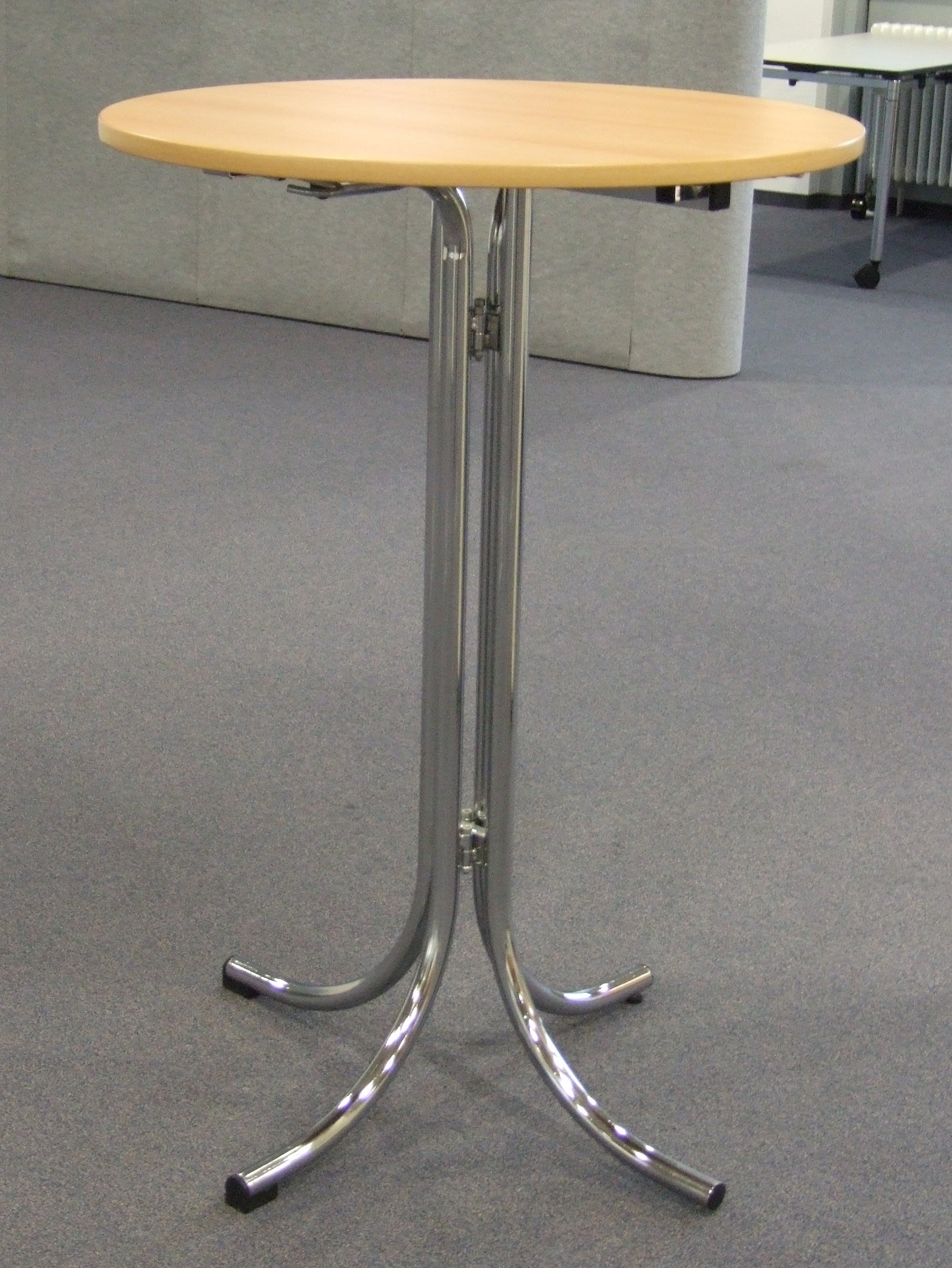
Stehtisch mit Platte aus Holz (Buche) und verchromtem Rohrgestell
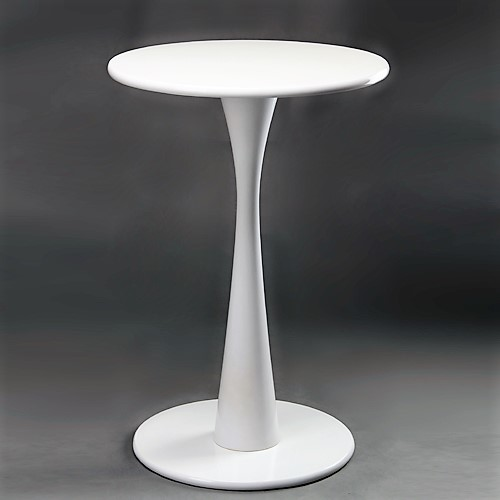
Stehtisch aus glasfaserverstärktem Kunststoff (GFK bzw. „Fiberglas“)
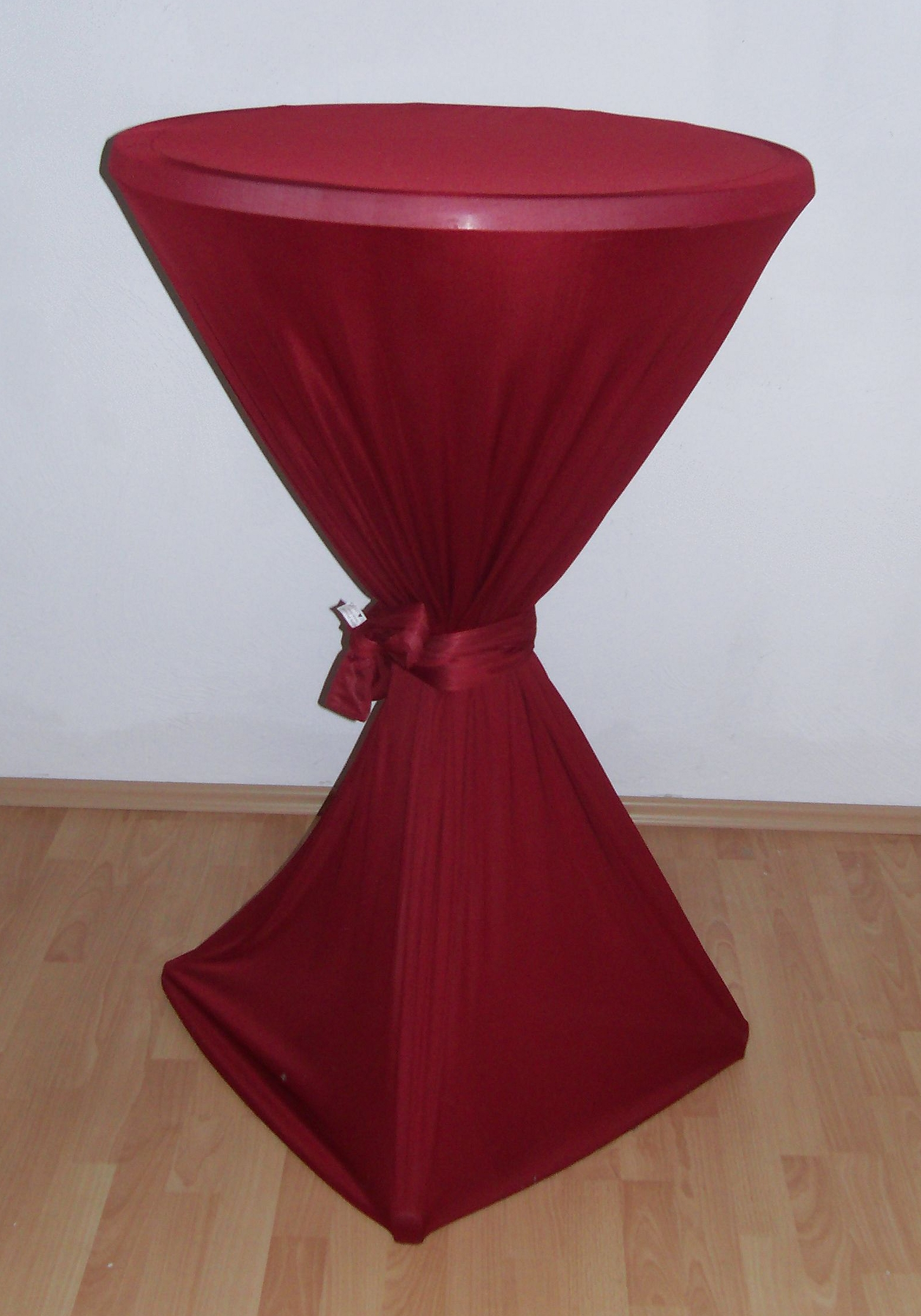
Stehtisch mit bündelförmigem Rohrgestell und roter Tischhusse
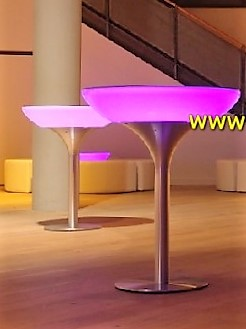
Stehtisch(e) aus Metall, mit aufgesetztem Lichtkubus-Element aus Kunststoff mit LED-Beleuchtung

## Rezeption
Tische werden gemeinhin als „Gegenstand westlicher Alltagskultur“ verortet, wobei insbesondere der Stehtisch oder Bistrotisch in seinen Funktionen als „Metapher und Praxis der Gestaltung von Denk- und Begegnungsorten“ gilt. Von Kommunikations- und Marketingexperten wird „der Stehtisch“ als gut geeigneter Anlauf- und Treffpunkt „für kreativen Austausch und die Entwicklung einer gemeinsamen Lösung“ propagiert, da er die „Beteiligung [der Gesprächsteilnehmer] und informelle Interaktionen untereinander am besten [fördere]“. So werden in Handel und Wirtschaft, insbesondere im Dienstleistungsbereich, Stehtische oft in Kundenhallen, Kontakt- und Beratungszonen und bei Messeständen etc. eingesetzt, da sie sich „gut für Kommunikation eigneten“ und die „Hemmschwelle zur Kontaktaufnahme“ dabei wesentlich geringer sei als etwa in Beratungskabinen oder Einzelbüros. Während beispielsweise bei Vortragsveranstaltungen ein „Rednerpult mit Sichtblende […] einen formalisierten Vortragscharakter“ unterstreiche, schaffe ein stattdessen eingesetzter Stehtisch „eine lockere Atmosphäre“.
(Steh-)Tische mit runder Platte vereinten die Symbolik des Runden Tisches – an dem in seiner ursprünglichen Bedeutung „Menschen zusammenkommen, die in der Sache, die sie zusammenführt, dieselbe Gesinnung haben“ und an dem sich „die Reden zu einem zwanglosen Sprechen […] wandeln“ –, so der Kulturhistoriker und Philosoph Hajo Eickhoff, mit der zwanglos-offenen Nutzungsmöglichkeit des Zusammenkommens mit anderen, oft fremden Menschen bei „aufrechter Haltung“ im Stehen, was „ihn zu einem Tisch der Gleichheit und des Zugeständnisses“ mache.